# Black Bean Games
Black Bean Games è stato un editore di videogiochi italiano con sede a Gazzada Schianno, in provincia di Varese, fondato nel 2004 e chiuso nel 2012.

## Storia
Nato come braccio editoriale europeo del distributore di videogiochi Leader, deriva dalla Lago s.r.l., già acquisita nel 2001 dalla Leader; dopo alcuni titoli pubblicati con l'etichetta Lago, si investirono altre risorse per creare ufficialmente Black Bean.
Era nota soprattutto per aver pubblicato un certo numero di giochi di corse sviluppati da Milestone, all'epoca nello stesso gruppo.
Nel 2006 la società ha firmato un accordo di licenza quinquennale per i videogiochi del campionato mondiale Superbike (SBK) e del World Rally Championship (WRC).
Black Bean Games, come etichetta della Lago s.r.l., divenne un editore europeo di punta, con soci distributori anche in altri territori PAL come Australia e Sudafrica. Lavorò su un'ampia gamma di generi di giochi, puntando soprattutto su temi di nicchia poco sfruttati dal mercato, e impegnandosi a fondo nella localizzazione dei prodotti.
Ad aprile 2009 Black Bean Games annunciò un accordo con la Codemasters per la distribuzione di molti dei propri titoli di vario genere in molti territori chiave dell'Europa occidentale e centrale, compresi Regno Unito, Francia, Germania, Austria, Svizzera e Benelux. A gennaio 2010 annunciò un'altra collaborazione per la distribuzione e il marketing con la Tradewest Games, per il Regno Unito e la Francia, con cinque titoli di punta.
Secondo quanto sosteneva il gruppo Leader, il 2010 fu l'anno in cui Black Bean Games si affermò sul mercato internazionale, Stati Uniti compresi.
Intorno al 2010 i giochi Black Bean Games passarono da essere accreditati come © Lago s.r.l. a © Leader s.p.a., senza più alcun riferimento alla Lago.
La società ha pubblicato titoli tra il 2005 e il 2012, prima della liquidazione del Gruppo Leader e della fusione con Milestone S.r.l.
Il suo catalogo giochi fu suddiviso in due segmenti, Racing (corse) e Family & Lifestyle.

## Videogiochi pubblicati
| Anno | Titolo                                     | Sviluppatore               | PC       | 6° gen.   | 7° gen.        | Altro   |
| ---- | ------------------------------------------ | -------------------------- | -------- | --------- | -------------- | ------- |
| 2005 | S.C.A.R. – Squadra Corse Alfa Romeo        | Milestone                  | Windows  | PS2, Xbox | -              | -       |
| 2005 | Rising Kingdoms                            | Haemimont Games            | Windows  | -         | -              | -       |
| 2005 | The X-Factor: Sing                         | Lago                       | Windows  | PS2       | -              | -       |
| 2005 | Legion Arena                               | Slitherine Software        | Windows  | -         | -              | -       |
| 2005 | The Day After: Fight for Promised Land     | G5 Software                | Windows  | -         | -              | -       |
| 2006 | Battle of Europe                           | Maus Software              | Windows  | -         | -              | -       |
| 2006 | Iron Warriors: T-72 Tank Commander         | Crazy House                | Windows  | -         | -              | -       |
| 2006 | Evolution GT                               | Milestone                  | Windows  | PS2       | -              | DS      |
| 2006 | Dangerous Waters                           | Sonalysts                  | Windows  | -         | -              | -       |
| 2006 | Super-Bikes: Riding Challenge              | Milestone                  | Windows  | PS2       | -              | -       |
| 2006 | Australian Idol Sing                       | Milestone                  | -        | PS2       | -              | -       |
| 2007 | SBK-07: Superbike World Championship       | Milestone                  | -        | PS2       | -              | PSP     |
| 2007 | The History Channel: Great Battles of Rome | Slitherine Software        | Windows  | PS2       | -              | PSP     |
| 2007 | Diabolik: The Original Sin                 | Artematica                 | Windows  | PS2       | Wii            | DS, PSP |
| 2008 | SBK-08: Superbike World Championship       | Milestone                  | Windows  | PS2       | PS3, X360      | PSP     |
| 2009 | History Great Empires: Rome                | Slitherine Software        | -        | -         | -              | DS      |
| 2009 | SBK-09: Superbike World Championship       | Milestone                  | Windows  | PS2       | PS3, X360      | PSP     |
| 2009 | Superstars V8 Racing                       | Milestone                  | Windows  | -         | PS3, X360      | -       |
| 2009 | Amici                                      | Pubcompany                 | Nintendo | -         | -              |         |
| 2009 | Ico Soccer                                 | Artematica                 | -        | -         | -              | DS      |
| 2009 | NewU: Fitness First Personal Trainer       | Lightning Fish             | -        | -         | Wii            | -       |
| 2010 | Superstars V8 Next Challenge               | Milestone                  | Windows  | -         | PS3, X360      | -       |
| 2010 | Nat Geo Quiz! Wild Life                    | Gusto Games                | Windows  | -         | PS3, X360, Wii | -       |
| 2010 | SBK X: Superbike World Championship        | Milestone                  | Windows  | -         | PS3, X360      | -       |
| 2010 | WRC: FIA World Rally Championship          | Milestone                  | Windows  | -         | PS3, X360      | -       |
| 2011 | National Geographic Challenge!             | Gusto Games                | Windows  | -         | PS3, X360, Wii | -       |
| 2011 | SBK 2011                                   | Milestone                  | Windows  | -         | PS3, X360      | -       |
| 2011 | Let's Dance with Mel B                     | Lightning Fish             | Windows  | -         | PS3, X360, Wii | -       |
| 2011 | WRC 2: FIA World Rally Championship        | Milestone                  | Windows  | -         | PS3, X360      | -       |
| 2011 | Kung-Fu High Impact                        | Virtual Air Guitar Company | -        | -         | X360           | -       |
| 2012 | MUD – FIM Motocross World Championship     | Milestone                  | -        | -         | PS3, X360      | -       |
| 2012 | SBK Generations                            | Milestone                  | Windows  | -         | PS3, X360      | -       |